# گامبولا
گامبولا (به لاتین: Gamboula) یک زیستگاه انسانی در جمهوری آفریقای مرکزی است که در مامبره کادئی واقع شده‌است.